# FM聴
FM聴（エフエムてい）は、近畿コンピュータサービス株式会社によって製作された全国のコミュニティFM局が聴ける携帯アプリ。

## 特徴
有料版と無料版があり、有料版は全局くまなく聞くことができるが、無料版は一局限定で配信している。

## 放送局一覧
2024年10月現在
- FMわっぴー（北海道稚内市）
- SEA WAVE FMいわき（福島県いわき市）
- フラワーラジオ（埼玉県鴻巣市）
- FM丹波（京都府福知山市）

### 過去の放送局
- ラジオカロスサッポロ（北海道札幌市中央区）
- エフエムしろいし（北海道札幌市白石区）
- RADIOワンダーストレージ FMドラマシティ（北海道札幌市厚別区）
- FMいるか（北海道函館市）
- FMおたる（北海道小樽市）
- e-niwa（北海道恵庭市）
- BeFM（青森県八戸市）
- みやこハーバーラジオ（岩手県宮古市）
- エフエムたいはく（宮城県仙台市太白区）
- fmいずみ（宮城県仙台市泉区）
- ラジオ石巻（宮城県石巻市）
- なとらじ801（宮城県名取市）
- 横手かまくらエフエム（秋田県横手市）
- FMゆーとぴあ（秋田県湯沢市）
- 鹿角きりたんぽFM（秋田県鹿角市）
- 郡山コミュニティ放送 KOCOラジ（福島県郡山市）
- FM愛's（福島県会津若松市）
- FM-MotCom（エフエムモットコム、福島県本宮市）
- FMぱるるん（茨城県水戸市）
- たかはぎFM（茨城県高萩市）
- FM-UU FMうしくうれしく放送（茨城県牛久市）
- ラヂオつくば（茨城県つくば市）
- REDS WAVE（埼玉県さいたま市浦和区）
- FM川口（埼玉県川口市）
- クローバーメディア（埼玉県志木市）
- RADIO CITY（東京都中央区）
- レインボータウンFM（東京都江東区）
- かつしかFM（東京都葛飾区）
- エフエムたちかわ（東京都立川市）
- 調布FM（東京都調布市）
- エフエム戸塚（神奈川県横浜市戸塚区）
- かわさきFM（神奈川県川崎市中原区）
- 湘南ビーチFM（神奈川県逗子市）
- FMカオン（神奈川県海老名市）
- ラジオ・ミュー（富山県黒部市）
- あづみ野エフエム（長野県安曇野市）
- FMいずのくに（静岡県伊豆の国市）
- RADIO LOVEAT（愛知県豊田市）
- ラジオスイート（滋賀県東近江市）
- Radio Mix Kyoto（京都府京都市北区）
- 京都三条ラジオカフェ（京都府京都市中京区）
- FMたんご（京都府京丹後市）
- YES-fm （大阪府大阪市中央区）
- FM MOOV KOBE（兵庫県神戸市中央区）
- FM GENKI（兵庫県姫路市）
- FM aiai（兵庫県尼崎市）
- FMジャングル（兵庫県豊岡市）
- BAN-BANラジオ（兵庫県加古川市）
- ビーチステーション（和歌山県白浜町）
- FM高松（香川県高松市）
- FMSUN（香川県坂出市）
- AIR STATION HIBIKI（福岡県北九州市若松区）
- スターコーンFM（福岡県豊前市）
- FMのべおか（宮崎県延岡市）
- FMぎんが（鹿児島県鹿児島市）
- あまみエフエム ディ!ウェイヴ（鹿児島県奄美市）
- 沖縄しまくとぅば放送局（沖縄県）
- FMレキオ（沖縄県那覇市）
- FMぎのわん（沖縄県宜野湾市）
- FM21（沖縄県浦添市）
- ゆいまーるラジオ FMうるま（沖縄県うるま市）
- FMよなばる（沖縄県南城市）
- ちゅらハートFMもとぶ（沖縄県本部町）
- FMニライ（沖縄県北谷町）
- FMくめじま（沖縄県久米島町）